# Rems
Rems este un afluent de dreapta a Neckarului cu lungimea de 78 de km, fiind situat în landul Baden-Württemberg. Râul are izvorul lângă Essingen (Württemberg) (551 m) trece la Aalen în districtul Ostalb și regiunea Schwäbische Alb după ce se varsă la Remseck am Neckar (203 m) în Neckar.